# Euprymna hoylei
Euprymna hoylei är en bläckfiskart som beskrevs av Adam 1986. Euprymna hoylei ingår i släktet Euprymna och familjen Sepiolidae. IUCN kategoriserar arten globalt som otillräckligt studerad. Inga underarter finns listade i Catalogue of Life.